# Fantasmi (serie televisiva)
Fantasmi (Haunted) è una serie televisiva statunitense di genere fantasy e poliziesco.

## Produzione
La fiction venne trasmessa in prima visione negli Stati Uniti da settembre a novembre 2002 dal network americano UPN. In Italia è stata trasmessa in seconda serata su Rai 2. La serie, composta da una sola stagione di 11 episodi, venne prodotta negli USA da Industry Entertainment, Viacom Productions e CBS Productions. La storia è stata in gran parte scritta da Andrew Cosby, Rick Ramage, Moira Kirland e Rob Wright, mentre la musica è opera di Mark Snow.

## Trama
La serie ha per protagonista l'investigatore privato Frank Taylor (Matthew Fox) che, due anni dopo il rapimento di suo figlio, viene incaricato di seguire un caso analogo. Diversamente da quanto accadde con il figlio, il detective riesce questa volta però ad affrontare il criminale e in seguito alla colluttazione rimane per qualche tempo sospeso fra la vita e la morte mentre il criminale, Simon (John Mann), rimane ucciso. Uscito dal coma, Taylor scopre che l'esperienza che ha vissuto gli ha lasciato in eredità il potere di comunicare con l'altro mondo e ricevere i messaggi dalle anime dei defunti che lo aiutano a risolvere i casi di omicidio. Non tutti gli spiriti però risultano essere suoi amici. Taylor viene perseguitato dallo spirito vendicativo di Simon che tenta in tutti i modi di ostacolare le sue indagini paranormali.

## Interpreti e personaggi
- Matthew Fox: Frank Taylor
- Russell Hornsby: Detective Marcus Bradshaw
- Lynn Collins: Assistente Procuratore Jessica Manning
- John Mann: Simon Dean
- Bree Michael Warner: Anna
- Michael Irby: Dante
- Jennifer Austin: Chelsea Danvers
- Gina Hugo: Ashley

## Episodi
| Stagione       | Episodi | Prima TV originale | Prima TV Italia |
| -------------- | ------- | ------------------ | --------------- |
| Prima stagione | 11      | 2002               | 2004            |